# 쇼와촌 (히로시마현)
쇼와촌(昭和村)은 히로시마현 아키군에 있던 촌이다. 현재의 구레시의 일부에 해당한다

## 역사
- 1931년 - 혼조촌의 일부, 야케야마촌이 합병해 성립하였다.
- 1956년 9월 30일 - 구레시에 편입합병에 의해 소멸하였다.

## 참고문헌
- 가도카와 일본 지명 대사전 34 広島県
- 『市町村名変遷辞典』東京堂出版、1990年。